# Todd Gurley
Todd Gurley II (Baltimora, 3 agosto 1994) è un ex giocatore di football americano statunitense che ha militato nel ruolo di running back della National Football League (NFL). Scelto dai Rams nel corso del primo giro (10º assoluto) del Draft NFL 2015, in precedenza aveva giocato a football per i Bulldogs dell'Università della Georgia

## Carriera universitaria
Dopo aver giocato a football per la Tarboro High School, ai tempi della quale si cimentò in varie discipline dell'atletica leggera e nella pallacanestro, oltre che nel football americano, sport nel quale giocò sia come running back che come defensive back (collezionando nell'anno da junior rispettivamente 1.472 yard su corsa e 26 touchdown e 79 tackle, un intercetto, ed un fumble forzato), Gurley fu elencato al 5º posto tra i migliori prospetti della nazione nel ruolo di running back ed al 42º tra tutti i prospetti della nazione in generale da Rivals.com. Egli ricevette quindi proposte per una borsa di studio da 13 atenei della nazione, inclusa Clemson per la quale avrebbe voluto giocare sin da bambino, preferendo tuttavia l'Università della Georgia con la quale siglò l'intesa il 13 gennaio 2012.

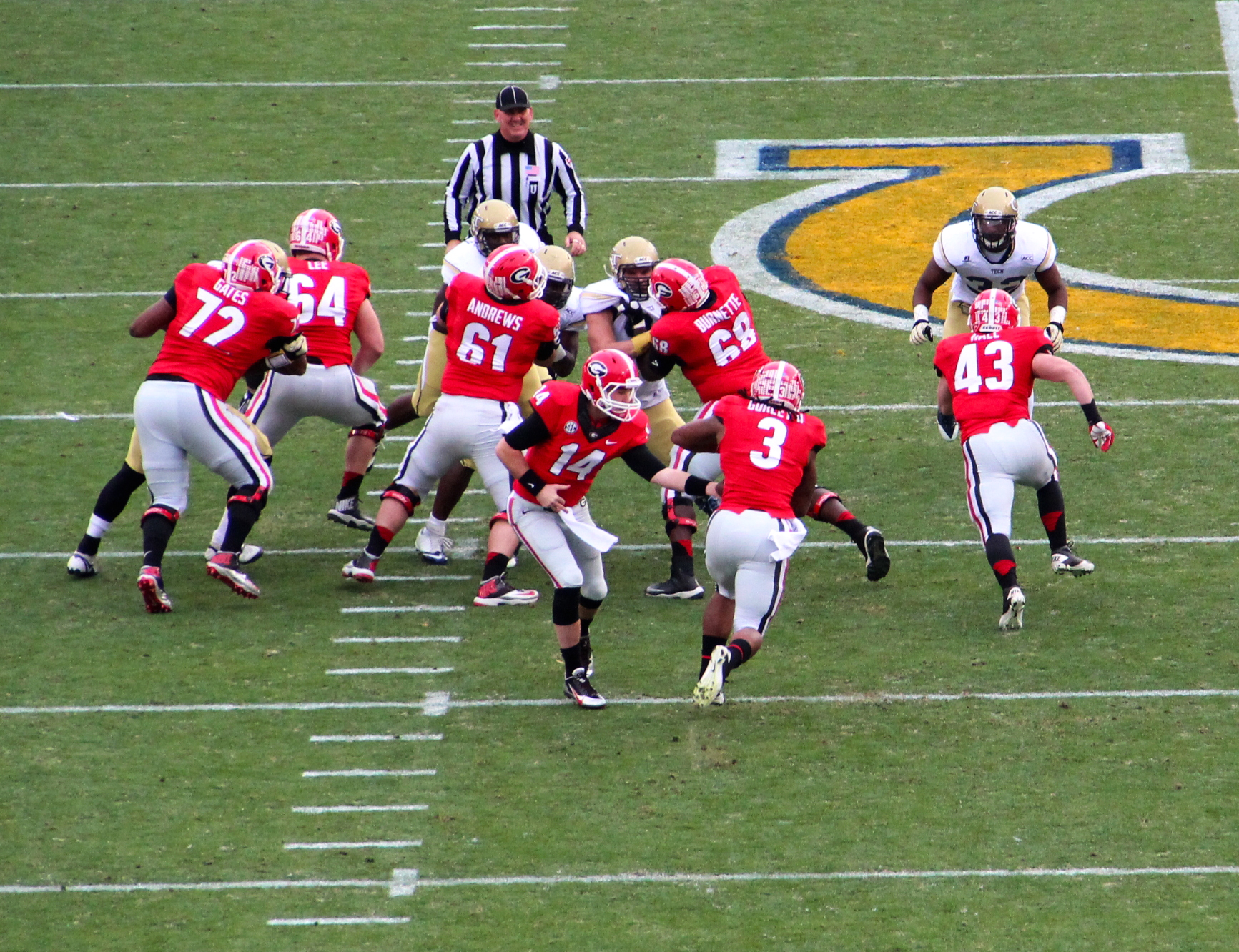
Gurley riceve palla da Mason durante il match del 30 novembre 2013 tra Georgia e Georgia Tech.

Nella stagione da freshman, partito inizialmente con i gradi di riserva del sophomore Ken Malcome, Gurley salì alla ribalta già nella settimana 1, quando corse per 100 yard e 2 touchdown in 8 portate e ritornò in touchdown un kickoff per altre 100 yard nella gara vinta da Georgia 45-23 contro Buffalo. Ciò bastò a garantirgli un immediato posto da titolare e nella seconda gara della stagione, vinta 41-20 contro Missouri, corse per altre 65 yard ed un touchdown in 10 portate. Al termine della stagione, egli aveva accumulato complessivamente 1.385 yard corse (sesto miglior risultato nella storia di Georgia), divenendo così solo il secondo freshman dei Dawgs dopo Herschel Walker nel 1980, ad aver oltrepassato la soglia della 1.000 yard su corsa. Egli inoltre corse per 100 o più yard in 9 incontri (3º miglior risultato nella storia dell'ateneo) e soprattutto con 17 touchdown complessivi su corsa fissò il nuovo record ateneo per un freshman (3º miglior risultato in assoluto nella storia dell'ateneo). Al termine della stagione fu, assieme a Mike Gillislee, uno dei due running back inseriti dall'Associated Press nel First-Team All-SEC.
L'anno seguente, nelle prime 4 gare della stagione Gurley corse complessivamente per 450 yard e 4 touchdown (più uno su ricezione) prima di infortunarsi alla caviglia nella gara di settimana 4 contro LSU. Questo infortunio lo costrinse a saltare le seguenti 3 partite contro Tennessee, Missouri e Vanderbilt. Al rientro Gurley corse per 100 yard ed un touchdown contro Florida, aiutando Georgia a vincere per 23-20 l'incontro. Egli chiuse la sua stagione da sophomore con un totale di 1.430 yard e 16 touchdown dalla linea di scrimmage, venendo questa volta inserito nel Second-team All-SEC dall'AP.
La stagione 2014 iniziò nel migliore dei modi per Gurley, che dopo le prime 5 gare della stagione aveva già accumulato più di 700 yard e 8 touchdown su corsa, quando il 9 ottobre fu sospeso indefinitamente dall'Università della Georgia per violazione delle norme NCAA. Egli aveva difatti ricevuto compensi per aver firmato degli autografi, infrazione che alla fine gli costò 4 giornate di squalifica, al termine delle quali però rientrando in campo contro Auburn, subì una lesione al legamento crociato anteriore che pose fine alla sua stagione.
Gurley chiuse così la sua carriera collegiale con un totale di 3.900 yard e 42 touchdown dalla linea di scrimmage, di cui rispettivamente 3.285 e 36 su corsa.
Vittorie e premi
- Second-team All-SEC (2013)
- First-team All-SEC (2012)
- Freshman All-American (2012)
- Freshman All-SEC (2012)

Statistiche
|          |                  |    | Corse | Corse | Corse | Corse | Corse | Corse | Ricezioni | Ricezioni | Ricezioni | Ricezioni | Ricezioni | Ricezioni | Totale | Totale |
| Stagione | Squadra          | P  | Ten   | Yard  | Media | Max   | TD    | Y/P   | Ric       | Yard      | Media     | Max       | TD        | Y/P       | Scrim  | TDT    |
| -------- | ---------------- | -- | ----- | ----- | ----- | ----- | ----- | ----- | --------- | --------- | --------- | --------- | --------- | --------- | ------ | ------ |
| 2012     | Georgia Bulldogs | 14 | 222   | 1.385 | 6,2   | 55    | 17    | 98,9  | 16        | 117       | 7,3       | 23        | 0         | 8,4       | 1.502  | 17     |
| 2013     | Georgia Bulldogs | 10 | 165   | 989   | 6,0   | 75    | 10    | 98,9  | 37        | 441       | 11,9      | 73        | 6         | 44,1      | 1.430  | 16     |
| 2014     | Georgia Bulldogs | 6  | 123   | 911   | 7,4   | 51    | 9     | 151,9 | 12        | 57        | 4,8       | 15        | 0         | 2,0       | 968    | 9      |
| Totale   | Totale           | 30 | 510   | 3.285 | 6,4   | 75    | 36    | 109,5 | 65        | 615       | 9,4       | 73        | 6         | 20,5      | 3.900  | 42     |

Fonte: NCAA.org

## Carriera professionistica

### St. Louis/Los Angeles Rams
Considerato uno dei migliori running back selezionabili al Draft NFL 2015 e costantemente inserito tra i prospetti che sarebbero stati selezionati durante il primo giro, Gurley si presentava al Draft da underclassman, avendo deciso di rendersi eleggibile dopo aver rinunciato al suo ultimo anno da senior al college.

#### Stagione 2015
Il 30 aprile 2015 fu selezionato dai St. Louis Rams come 10º assoluto. Tenuto precauzionalmente a riposo durante le prime due gare della stagione, debuttò come professionista nel terzo turno contro i Pittsburgh Steelers, correndo 9 yard su sei tentativi. Sette giorni dopo esplose correndo 146 yard su 19 tentativi nella vittoria in casa dei precedentemente imbattuti Arizona Cardinals, venendo premiato come rookie della settimana. Nel settimo turno corse 128 yard, divenendo il primo rookie da Cadillac Williams nel 2005 a correrne almeno 125 yard per tre settimane consecutive. Inoltre segnò i primi due touchdown in carriera nella vittoria sui Browns. Alla fine di ottobre fu premiato come rookie offensivo del mese. Nella settimana 8, Gurley continuò la propria striscia correndo 133 yard, di cui 71 su una corsa da touchdown, nella vittoria sui San Francisco 49ers, diventando il primo giocatore dei Rams a correre almeno 120 yard in quattro gare consecutive da Eric Dickerson nel 1984. Per questa prestazione fu premiato come running back della settimana.
Dopo un mese di appannamento tra novembre e l'inizio di dicembre, Gurley tornò a giocare una gara d'alto livello nella settimana 14 correndo 140 yard e 2 touchdown nella vittoria sui Lions che interruppe una striscia di cinque sconfitte consecutive dei Rams. Quattro giorni dopo, nella vittoria della gara del giovedì contro i Buccaneers, segnò un touchdown e con 48 yard corse superò le mille stagionali. La sua prima stagione si chiuse al terzo posto nella NFL con 1.106 yard corse e al quinto con 10 TD su corsa, venendo convocato per il Pro Bowl ed inserito nel Second-team All-Pro. La Pro Football Writers Association lo inserì nella formazione ideale dei rookie. Il 6 febbraio fu premiato come rookie offensivo dell'anno.

#### Stagione 2016
Nel 2016 i Rams si trasferirono a Los Angeles ma la stagione di Gurley fu al di sotto di quella precedente, terminando con 885 yard corse e 6 touchdown, malgrado l'avere disputato tutte le 16 gare come titolare. La sua miglior prova la disputò nel terzo turno in cui corse 85 yard e 2 touchdown nella vittoria per 37-32. La squadra terminò con record di 4-12, licenziando l'allenatore Jeff Fisher.

#### Stagione 2017
Gurley si rifece nella stagione 2017, sotto la guida del nuovo allenatore Sean McVay, tornando a superare le 100 yard corse per la prima volta dal 2015 nella gara del terzo turno vinta contro i San Francisco 49ers, in cui segnò tre touchdown, tutti nel primo tempo. Nelle prime tre gare della stagione corse 241 yard, ne ricevette 140 e segnò 6 touchdown totali, venendo premiato come giocatore offensivo della NFC del mese. Nel quarto turno guadagnò 121 yard su corsa e 94 su ricezione con un touchdown nella vittoria in casa dei Dallas Cowboys che gli valsero il premio di giocatore offensivo della NFC della settimana.
Nella vittoria al CenturyLink Field di Seattle, del quindicesimo turno, Gurley disputò una delle migliori prove stagionali correndo 152 yard e segnando 4 touchdown complessivi, 3 su corsa e uno su ricezione, nel 42-7 finale, venendo premiato ancora come giocatore offensivo della settimana e come running back della settimana. Sette giorni dopo, nella vittoria sui Tennessee Titans che diede ai Rams il primo titolo di division dal 2003, guadagnò 118 yard su corsa, 158 su ricezione e segnò due touchdown, venendo nuovamente premiato come giocatore offensivo e come running back della settimana. Alla fine di dicembre fu premiato per la seconda volta come giocatore offensivo del mese, in cui segnò complessivamente 8 touchdown. A fine stagione fu convocato per il suo secondo Pro Bowl e inserito nel First-team All-Pro dopo essersi classificato primo nella NFL in touchdown su corsa, touchdown totali e yard totali e secondo in yard su corsa.
Nella prima gara di playoff in carriera, Gurley corse 101 yard su 14 tentativi ma i Rams furono subito eliminati al Los Angeles Memorial Coliseum dagli Atlanta Falcons.

#### Stagione 2018
Nella vittoria del secondo turno per 34-0 sui Cardinals, Gurley andò a segnò per tre volte su corsa. Altre volte andò a segno nel quinto turno in casa dei Seahawks in cui i Rams rimasero una delle due uniche squadre imbattute della lega. Nel sesto turno fu premiato come giocatore offensivo e come running back della settimana dopo avere corso un record in carriera di 208 yard e segnato 2 TD. Le sue 11 marcature complessive nelle prime sei settimane furono il massimo nella NFL dai tempi Shaun Alexander nel 2005. Alla fine di ottobre fu premiato per la terza volta in carriera come giocatore offensivo della NFC del mese in cui guadagnò 619 yard totali e segnò complessivamente 9 touchdown (7 su corsa e 2 su ricezione).
Il 2 dicembre i Rams si aggiudicarono il secondo titolo di division consecutivo con un mese di anticipo, con Gurley che fu premiato come giocatore offensivo della settimana dopo avere corso 132 yard e segnato 2 touchdown nella vittoria sui Detroit Lions. A fine stagione fu convocato per il suo terzo Pro Bowl ed inserito nel First-team All-Pro dopo avere guidato nuovamente la NFL con 17 touchdown su corsa.
Nei playoff, i Rams batterono i Cowboys e i Saints, qualificandosi per il loro primo Super Bowl dal 2001. Il 3 febbraio 2019 Los Angeles fu battuta nel Super Bowl LIII per 13-3 dai New England Patriots.

#### Stagione 2019
Gurley iniziò la stagione 2019 rallentato da problemi fisici finché fu costretto a saltare la gara del sesto turno per un infortunio al quadricipite. La sua annata si chiuse con 857 yard corse e al quinto posto della NFL con 12 touchdown su corsa. Los Angeles con un record di 9-7 non riuscì a fare ritorno ai playoff.
Il 19 marzo 2020 Gurley fu svincolato dai Rams.

### Atlanta Falcons
Poche ore dopo, Gurley firmò un contratto di un anno con gli Atlanta Falcons. Nella prima partita con la nuova maglia segnò un touchdown su corsa ma i Falcons furono sconfitti dai Seahawks. Nella settimana 5 superò per la prima volta le 100 yard corse dal dicembre 2018 ma Atlanta uscì nuovamente sconfitta contro i Panthers. La sua partita terminò con 121 yard corse su 14 possessi e un touchdown, venendo premiato come running back della settimana.

## Palmarès

### Franchigia
- National Football Conference Championship: 1

Los Angeles Rams: 2018

### Individuale
- Miglior giocatore offensivo dell'anno della NFL: 1

2017
- Convocazioni al Pro Bowl: 3

2015, 2017, 2018
- First-team All-Pro: 2

2017, 2018
- Second-team All-Pro: 1

2015
- Rookie offensivo dell'anno - 2015
- Running back dell'anno: 1

2017
- Running back della settimana: 5

8ª del 2015, 15ª e 16ª del 2017, 6ª del 2018, 5ª del 2020
- Giocatore offensivo della NFC del mese: 3

settembre e dicembre 2017, ottobre 2018
- Giocatore offensivo della NFC della settimana: 5

4ª, 15ª e 16ª del 2017, 6ª e 13ª del 2018
- Rookie offensivo del mese: 1

ottobre 2015
- Rookie della settimana: 1

4ª del 2015
- PFWA All-Rookie Team - 2015
- Leader della NFL in touchdown su corsa: 2

2017, 2018